# Gracixalus
Gracixalus là một chi ếch cây (họ Rhacophoridae) từ Đông Nam Á.

## Các loài
Các loài sau đây được công nhận trong chi Gracixalus:
- Gracixalus ananjevae (Matsui and Orlov, 2004)
- Gracixalus carinensis (Boulenger, 1893)
- Gracixalus gracilipes (Bourret, 1937)
- Gracixalus guangdongensis Wang, Zeng, Liu, and Wang, 2018
- Gracixalus jinggangensis Zeng, Zhao, Chen, Chen, Zhang, and Wang, 2017
- Gracixalus jinxiuensis (Hu, 1978)
- Gracixalus lumarius Rowley, Le, Dau, Hoang & Cao, 2014
- Gracixalus medogensis (Ye & Hu, 1984)
- Gracixalus nonggangensis Mo, Zhang, Luo & Chen, 2013[4]
- Gracixalus quangi (Rowley, Dau, Nguyen, Cao & Nguyen, 2011)
- Gracixalus quyeti (Nguyen, Hendrix, Böhme, Vu & Ziegler, 2008)
- Gracixalus sapaensis Matsui, Ohler, Eto, and Nguyen, 2017
- Gracixalus seesom (Matsui, Khonsue, Panha & Eto, 2015)
- Gracixalus supercornutus (Orlov, Ho & Nguyen, 2004)
- Gracixalus tianlinensis Chen, Bei, Liao, Zhou, and Mo, 2018
- Gracixalus yunnanensis Yu, Li, Wang, Rao, Wu, and Yang, 2019